# Черневський Вікентій Гнатович
Віке́нтій Гна́тович Черне́вський (нар.9 січня 1834, Александрава (лит. Aleksandrawa), єпархія Юрбарзька — пом.24 серпня 1887, Златопіль (місто)) — український педагог, статський радник.

## Життєпис

### Родина
Вікентій Гнатович Черневський народився 9 січня 1834 року в Александраві (лит. Aleksandrawa), єпархія Юрбарзька. Охрещений 7 липня 1834 року в Віленському Костелі Всіх Святих (лит. Vilniaus Visų Šventųjų bažnyčia). Хрещеними батьками стали Станіслав Поплавський (пол. Stanisław Popławski) та Петронела Янковська (пол. Petroneła Jankowska).
Батько — Гнат Черневський (пол. Ignaci Czerniewski).
Матір — Єлизавета (до шлюбу Куликовська) (пол. Elżbieta Kulikowska).

### Освіта
В серпні 1857 року успішно закінчив Віленську гімназію.
6 вересня 1862 року закінчив історико-філологічний факультет Московського університету зі званням дійсного студента (диплом № 3052).

### Участь в повстанні
Учасник антиросійського польсько-литовсько-українського повстання 1863 року. Засланий в Томську губернію, де 1867 року чи з ним дійсно стався припадок, чи симулював, але була засвідчена його смерть.
25 червня 1867 року в Віленському Миколаївському соборі (лит. Vilniaus Šv. Kazimiero bažnyčia) приймає православ'я.

### Педагогічна праця
29 липня 1867 року призначений викладачем предмету латинська мова Мозирської гімназії.
5 січня 1869 року переведений викладачем предмету латинська мова у Шавлівську гімназію. 23 серпня 1871 року звільнений через домашні обставини.
14 січня 1872 року призначений викладачем предметів грецька мова та латинська мова Златопільської чоловічої прогімназії, де й пропрацював понад 15 років до самої смерті.

### Нагороди
- Орден Святого Станіслава 3 ступеня — 28 грудня 1879 року.
- Орден Святої Анни 3 ступеня — 20 квітня 1887 року.

### Останні роки
В останні роки життя зазнав фінансової скрути, через що мусив припинити винаймання квартири й переїхав із сім'єю до будинку тещі. Напередодні написав листа своїй матері похилого віку, вклав до нього 15 рублів, а наступного дня (24 серпня 1887 року) його знайшли повішеним.

### Сім'я
- Дружина — ?
- Донька Феліцата — на час смерті батька учениця 4-го класу Златопільської жіночої прогімназії.
- Дружина — Єлизавета.